# هواية جمع الطوابع
جمع الطوابع البريدية، هو جمع طوابع البريد والأشياء ذات الصلة. وهو مجال من مجالات هواة جمع الطوابع، وهو دراسة (أو الجمع بين دراسة وجمع) الطوابع البريدية. وقد كانت واحدة من أكثر الهوايات شعبية في العالم منذ أواخر القرن التاسع عشر مع النمو السريع لخدمة البريد، حيث صدرت مجموعة من الطوابع الجديدة من قبل الدول التي سعت إلى الإعلان عن تميزها من خلال طوابعها.

## البدايات الأولى

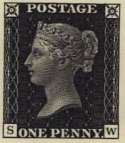
بيني بلاك أول طابع بريد في العالم

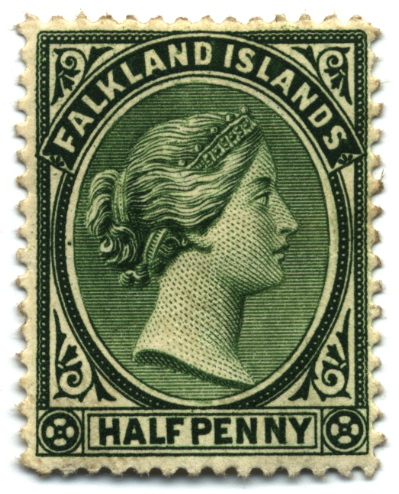
كانت صورة الملكة فيكتوريا عنصراً أساسياً على الطوابع البريطانية في القرن التاسع عشر، وتظهر صورتها هنا على طابع بريد نصف بنس لجزر فوكلاند طبع عام 1891.

بدأت الهواية مع إصدار أول طابع بريد في بريطانيا عام 1840، وكان يحمل صورة الملكة فكتوريا ويسمى بيني بلاك ولونهُ أسود، مما دفع كثير من الناس لشرائه والاحتفاظ به. ومع مرور الزمن انتشرت الهواية بصورة كبيرة وبدأ تجار الطوابع بإصدار الكتيبات والألبومات مما جعل الهواية تنال شعبية كبيرة.

## النمو
أقيم أول معرض للطوابع في بروكسل عام 1852، ثم توالت المعارض بعد ذلك ثم أسست جمعيات كثيرة لهواة جمع الطوابع في كثير من الدول في مقدمتها بريطانيا عام 1869 ثم بعد ذلك في فرنسا وألمانيا وبلجيكا.

## طوابع من الذهب والفضة
هناك بعض الدول تصدر طوابع مطبوعة على مواد غير الورق كصفائح الألومنيوم الرقيقة، وكانت أول دولة تقوم بذلك هي هنجاريا في عام 1955، عندما أصدرت مجموعة من الطوابع مطبوعة على ورق الألومنيوم بمناسبة مرور عشرين عاماً على إدخال صناعة الألومنيوم فيها، وأصدرت دولة قطر عام 1966 طوابع من ورق الذهب والفضة الرقيقة، وأصدرت أيضا دول مثل غرينادا وبوتان مجموعة طوابع مطبوعة على قماش من الحرير لتخليد بعض المناسبات الوطنية.

## أحذر التزييف
تحدث بعض عمليات التزييف والتزوير للطوابع النادرة حيث تغري أسعارها المرتفعة بالكسب غير المشروع، وهناك بعض الجهات التي تدرس الطوابع المقدمة لها وتفحصها مقابل أتعاب تساوي نسبة معينة من قيمة الطابع، ومن أشهرها الجهات الملكية لهواة الطوابع في مدينة لندن.

## معرض صور

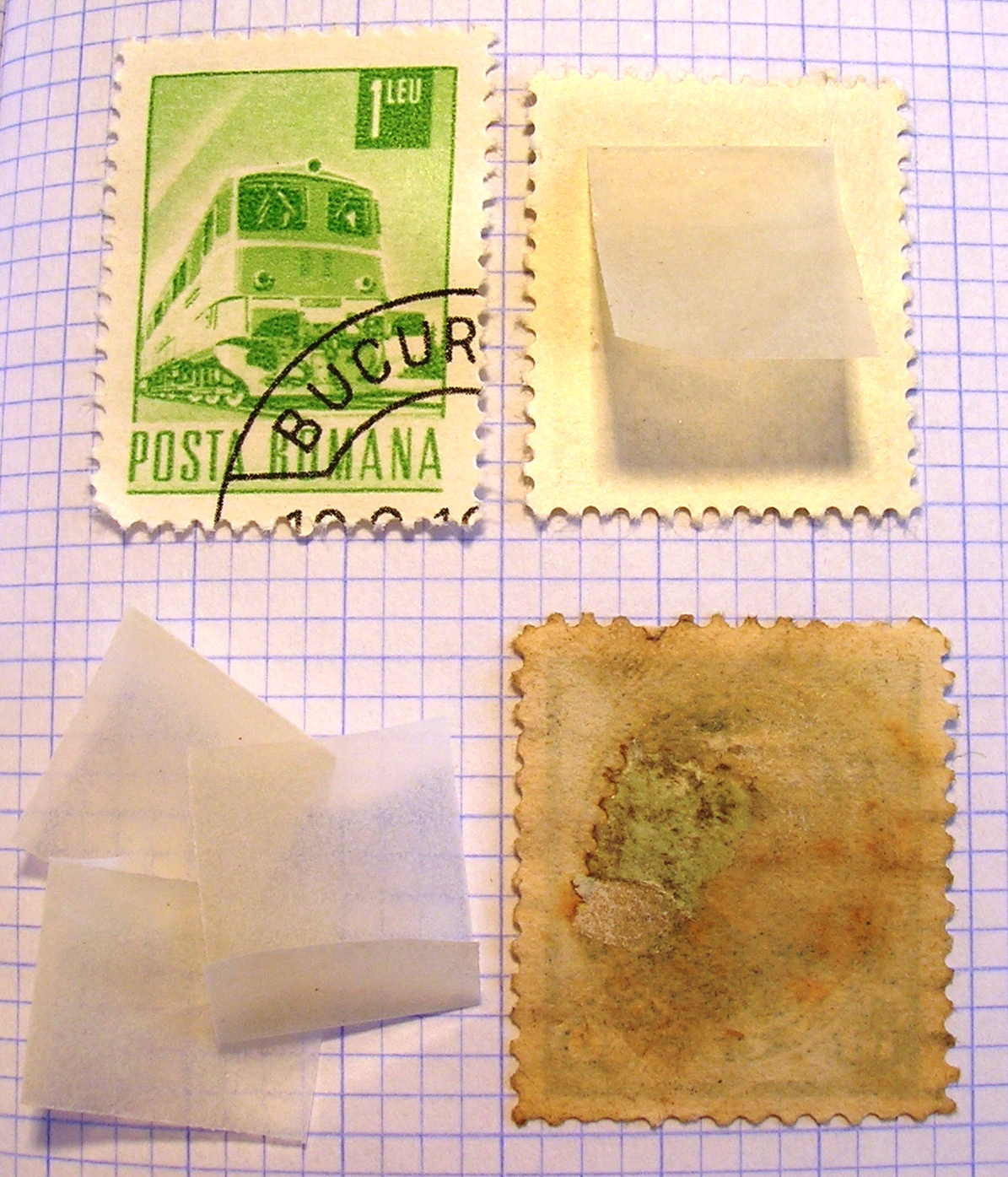
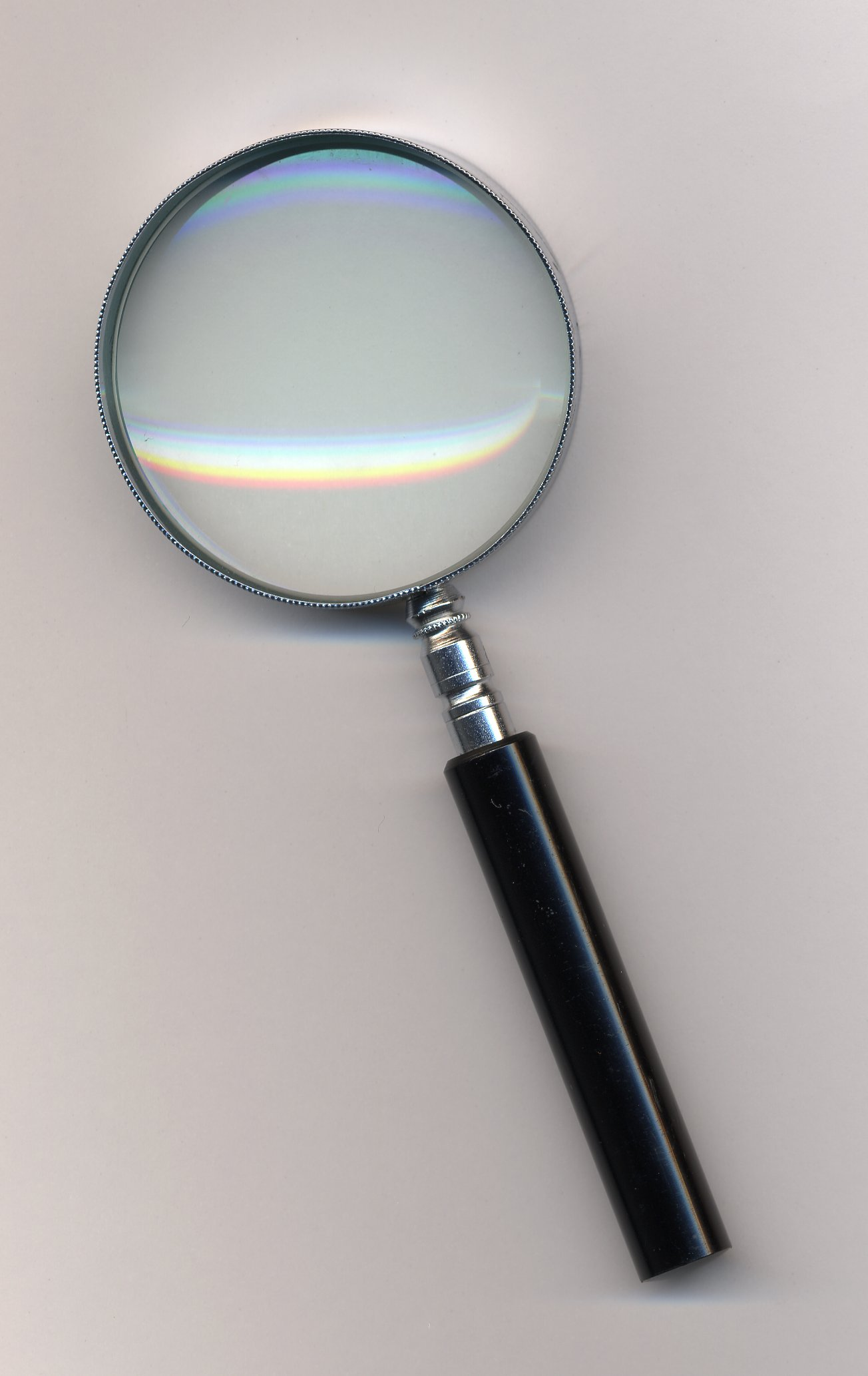
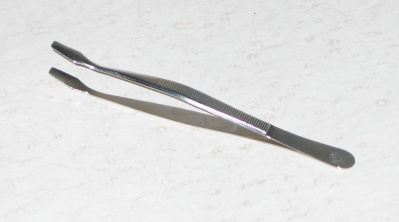
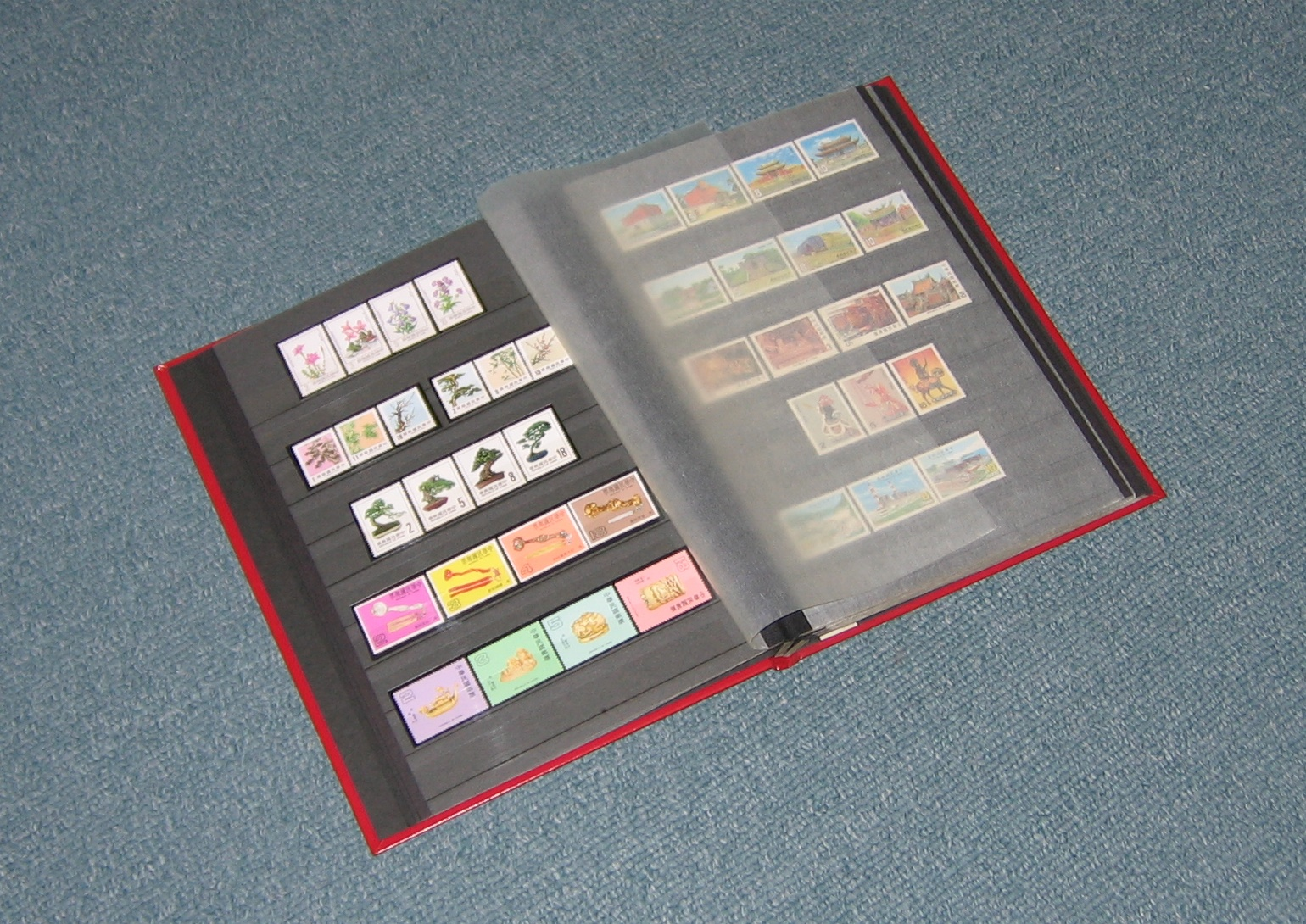
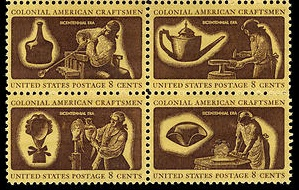
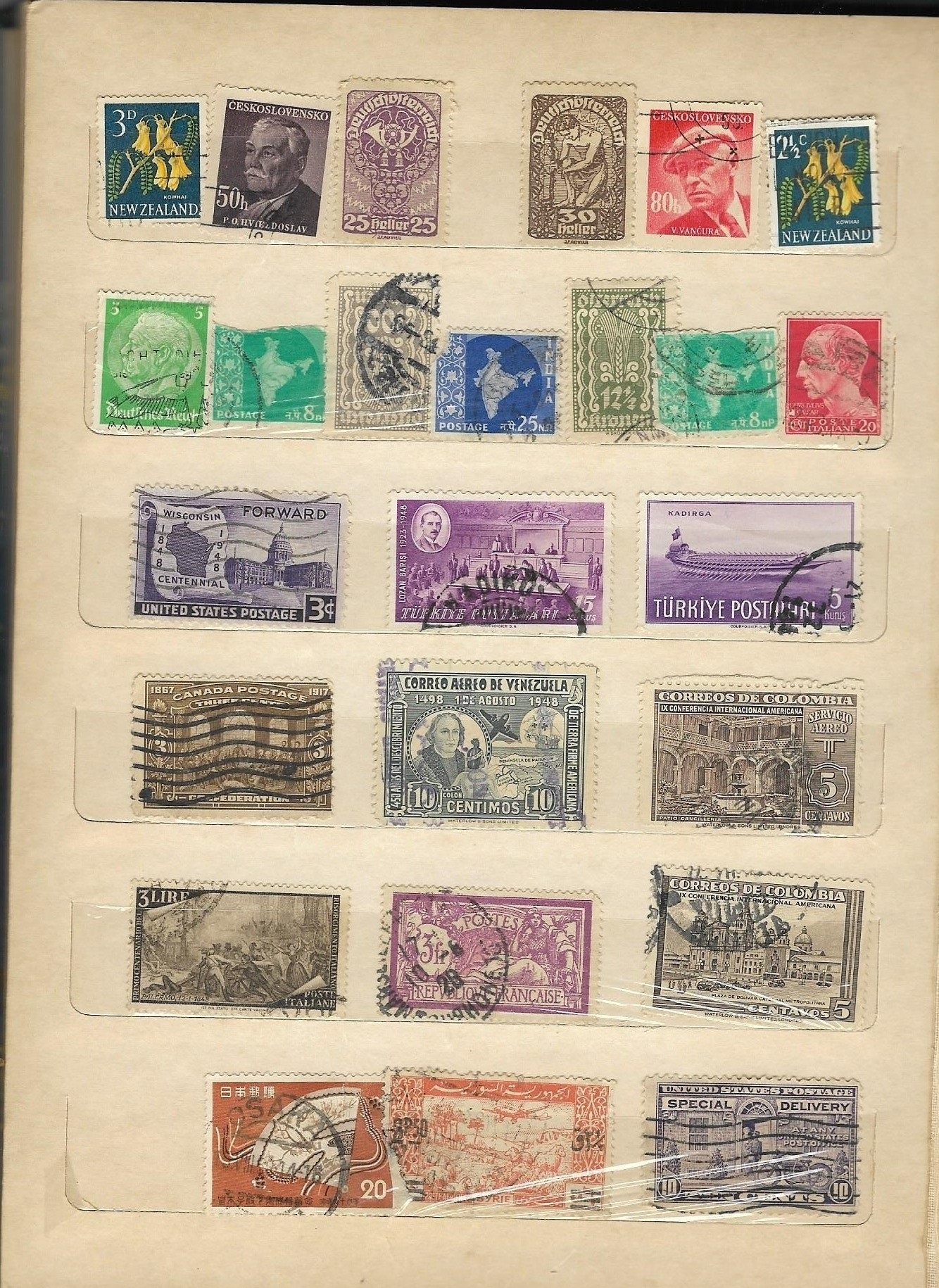
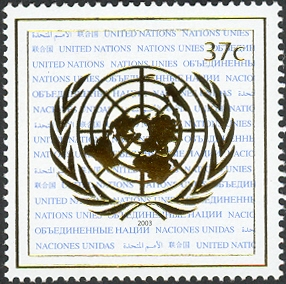